# Museo Inka
El Museo Inka es el Museo Arqueológico de la  Universidad Nacional de San Antonio Abad del Cusco  , ubicado en la ciudad del Cusco, Perú. Anteriormente se denominaba Museo Arqueológico de la Universidad del Cusco .
El museo cuenta con una colección de keros, tejidos, momias, herramientas, armas y orfebrerías. Abarca en forma cronológica la historia del Cusco desde sus inicios hasta el siglo XX. La propiedad del museo está a cargo de la Universidad Nacional San Antonio Abad del Cusco.

## Historia
El Museo Inka, originalmente denominado Museo Arqueológico de la Universidad del Cusco, fue creado en 1920. Su establecimiento contó con el apoyo del rector universitario Albert Giesecke, representantes cusqueños ante el Congreso nacional y el historiador Luis E. Valcárcel, quien fue su primer director hasta 1930.
Las colecciones iniciales del museo se formaron a partir de dos adquisiciones autorizadas por el gobierno peruano en 1919: un conjunto de antigüedades pertenecientes a la antigua Biblioteca-Museo del Cusco y la colección privada de José Lucas Caparó Muñiz. Estos materiales fueron trasladados a Cusco en 1920 para servir como base del nuevo museo.
El museo fue concebido como una institución regional dedicada a la preservación y la investigación arqueológica. Su fundación coincidió con los esfuerzos de organizaciones académicas y culturales locales, como el Instituto Histórico del Cusco, que promovían el estudio del pasado prehispánico y buscaban evitar la salida de materiales arqueológicos de la región.
Durante la gestión de Valcárcel, el museo estableció una relación estrecha con la Universidad Nacional de San Antonio Abad del Cusco. Se introdujeron cursos universitarios de historia y arte, y el museo se convirtió en un espacio para la docencia y la investigación.
En 1933 y 1934, el museo recibió financiamiento estatal en el marco de las celebraciones por el cuarto centenario de la fundación española de Cusco. Estos recursos fueron utilizados para excavaciones arqueológicas y proyectos de restauración en la región. Ese mismo año se creó el Instituto Arqueológico del Cusco, que posteriormente se fusionó con el museo. Su sede se ubicó en la calle Tigre, en el edificio que más tarde albergaría el rectorado de la universidad.
Actualmente, el museo se conoce como Museo Inka y funciona en la Casa del Almirante, un edificio del siglo XVII ubicado en la Cuesta del Almirante. Continúa bajo la administración de la Universidad Nacional de San Antonio Abad del Cusco.

## Ubicación
Funciona en la casona colonial Casa del Almirante. El lugar fue casa de Huáscar durante el incanato. Fue construida por el almirante Francisco Alderete Maldonado a inicios del siglo XVII. Luego fue ocupado por el arzobispado, palacio del último virrey y Casa de Gobierno del mariscal Santa Cruz. La casona fue dañada por el terremoto de 1950.